# Pariser Lehrjahre
Pariser Lehrjahre ist laut dem Untertitel ein Lexikon zur Ausbildung deutscher Maler in der französischen Hauptstadt Paris. Das zweibändige Werk, herausgegeben von France Nerlich und Bénédicte Savoy unter Mitarbeit von Arnaud Bertinet, Lisa Hackmann, Gitta Ho, Frauke Josenhans, Nina Struckmeyer und Sylva van der Heyden, verzeichnet 303 Maler, darunter 17 Malerinnen mit ihren Künstler-Biographien. Bildhauer sind nicht enthalten.
Die beiden Bände erschienen in Berlin und Boston in Massachusetts im Verlag De Gruyter,
- 2013: Band 1 für den Zeitraum 1793–1843, ISBN 978-3-11-029057-8.
- 2015: Band 2 für den Zeitraum 1844–1870, ISBN 978-3-11-031477-9.

und im Bundle unter der ISBN 978-3-11-035007-4.

## Rezensionen
- Klaus Schreiber: Pariser Lehrjahre. In: Informationsmittel für Bibliotheken, 13-1 (Digitalisat). Rezension zu Band 1.
- Klaus Schreiber: Pariser Lehrjahre. In: Informationsmittel für Bibliotheken, 15-4 (Digitalisat). Rezension zu Band 2.